# Ельби тема
Ельби те́ма — тема в шаховій композиції логічної (новонімецької) школи. Суть теми — поєднання гамбурзької і дрезденської тем в розгалуженнях одного й того ж варіанту.

## Історія
Ідея належить до римської групи тем новонімецької (логічної) школи.
В задачі проходить поєднання (синтез) двох споріднених тем. Для вираження ідеї має бути, щонайменше два тематичні хибні сліди, які являють собою два головних плани атаки. Один з хибних слідів разом з частиною гри в розгалужені варіанту буде виражати дрезденську тему, інший хибний слід разом з іншою частиною гри в іншому розгалужені варіанту — гамбурзьку тему.
Ідея поєднання цих двох тем є надзвичайно змістовна і непроста для втілення. Дві теми, які відкриті в Німеччині своїм поєднанням утворюють нову ідею, яка дістала назву від річки Ельба, на берегах якої стоять обидва міста: Гамбург і Дрезден, ця назва — тема Ельби.
|   | a | b | c | d | e | f | g | h |   |
| 8 | h8 чорна тура · c7 білий пішак · e7 біла тура · g7 чорний пішак · a6 білий кінь · b6 білий пішак · g6 білий пішак · d5 чорний король · e5 білий слон · a4 білий король · b4 чорний пішак · d4 білий кінь · e4 чорний пішак · g4 біла тура · d3 білий пішак · e3 чорна тура · g3 білий пішак · e2 білий слон · e1 чорний слон | h8 чорна тура · c7 білий пішак · e7 біла тура · g7 чорний пішак · a6 білий кінь · b6 білий пішак · g6 білий пішак · d5 чорний король · e5 білий слон · a4 білий король · b4 чорний пішак · d4 білий кінь · e4 чорний пішак · g4 біла тура · d3 білий пішак · e3 чорна тура · g3 білий пішак · e2 білий слон · e1 чорний слон | h8 чорна тура · c7 білий пішак · e7 біла тура · g7 чорний пішак · a6 білий кінь · b6 білий пішак · g6 білий пішак · d5 чорний король · e5 білий слон · a4 білий король · b4 чорний пішак · d4 білий кінь · e4 чорний пішак · g4 біла тура · d3 білий пішак · e3 чорна тура · g3 білий пішак · e2 білий слон · e1 чорний слон | h8 чорна тура · c7 білий пішак · e7 біла тура · g7 чорний пішак · a6 білий кінь · b6 білий пішак · g6 білий пішак · d5 чорний король · e5 білий слон · a4 білий король · b4 чорний пішак · d4 білий кінь · e4 чорний пішак · g4 біла тура · d3 білий пішак · e3 чорна тура · g3 білий пішак · e2 білий слон · e1 чорний слон | h8 чорна тура · c7 білий пішак · e7 біла тура · g7 чорний пішак · a6 білий кінь · b6 білий пішак · g6 білий пішак · d5 чорний король · e5 білий слон · a4 білий король · b4 чорний пішак · d4 білий кінь · e4 чорний пішак · g4 біла тура · d3 білий пішак · e3 чорна тура · g3 білий пішак · e2 білий слон · e1 чорний слон | h8 чорна тура · c7 білий пішак · e7 біла тура · g7 чорний пішак · a6 білий кінь · b6 білий пішак · g6 білий пішак · d5 чорний король · e5 білий слон · a4 білий король · b4 чорний пішак · d4 білий кінь · e4 чорний пішак · g4 біла тура · d3 білий пішак · e3 чорна тура · g3 білий пішак · e2 білий слон · e1 чорний слон | h8 чорна тура · c7 білий пішак · e7 біла тура · g7 чорний пішак · a6 білий кінь · b6 білий пішак · g6 білий пішак · d5 чорний король · e5 білий слон · a4 білий король · b4 чорний пішак · d4 білий кінь · e4 чорний пішак · g4 біла тура · d3 білий пішак · e3 чорна тура · g3 білий пішак · e2 білий слон · e1 чорний слон | h8 чорна тура · c7 білий пішак · e7 біла тура · g7 чорний пішак · a6 білий кінь · b6 білий пішак · g6 білий пішак · d5 чорний король · e5 білий слон · a4 білий король · b4 чорний пішак · d4 білий кінь · e4 чорний пішак · g4 біла тура · d3 білий пішак · e3 чорна тура · g3 білий пішак · e2 білий слон · e1 чорний слон | 8 |
| 7 | h8 чорна тура · c7 білий пішак · e7 біла тура · g7 чорний пішак · a6 білий кінь · b6 білий пішак · g6 білий пішак · d5 чорний король · e5 білий слон · a4 білий король · b4 чорний пішак · d4 білий кінь · e4 чорний пішак · g4 біла тура · d3 білий пішак · e3 чорна тура · g3 білий пішак · e2 білий слон · e1 чорний слон | h8 чорна тура · c7 білий пішак · e7 біла тура · g7 чорний пішак · a6 білий кінь · b6 білий пішак · g6 білий пішак · d5 чорний король · e5 білий слон · a4 білий король · b4 чорний пішак · d4 білий кінь · e4 чорний пішак · g4 біла тура · d3 білий пішак · e3 чорна тура · g3 білий пішак · e2 білий слон · e1 чорний слон | h8 чорна тура · c7 білий пішак · e7 біла тура · g7 чорний пішак · a6 білий кінь · b6 білий пішак · g6 білий пішак · d5 чорний король · e5 білий слон · a4 білий король · b4 чорний пішак · d4 білий кінь · e4 чорний пішак · g4 біла тура · d3 білий пішак · e3 чорна тура · g3 білий пішак · e2 білий слон · e1 чорний слон | h8 чорна тура · c7 білий пішак · e7 біла тура · g7 чорний пішак · a6 білий кінь · b6 білий пішак · g6 білий пішак · d5 чорний король · e5 білий слон · a4 білий король · b4 чорний пішак · d4 білий кінь · e4 чорний пішак · g4 біла тура · d3 білий пішак · e3 чорна тура · g3 білий пішак · e2 білий слон · e1 чорний слон | h8 чорна тура · c7 білий пішак · e7 біла тура · g7 чорний пішак · a6 білий кінь · b6 білий пішак · g6 білий пішак · d5 чорний король · e5 білий слон · a4 білий король · b4 чорний пішак · d4 білий кінь · e4 чорний пішак · g4 біла тура · d3 білий пішак · e3 чорна тура · g3 білий пішак · e2 білий слон · e1 чорний слон | h8 чорна тура · c7 білий пішак · e7 біла тура · g7 чорний пішак · a6 білий кінь · b6 білий пішак · g6 білий пішак · d5 чорний король · e5 білий слон · a4 білий король · b4 чорний пішак · d4 білий кінь · e4 чорний пішак · g4 біла тура · d3 білий пішак · e3 чорна тура · g3 білий пішак · e2 білий слон · e1 чорний слон | h8 чорна тура · c7 білий пішак · e7 біла тура · g7 чорний пішак · a6 білий кінь · b6 білий пішак · g6 білий пішак · d5 чорний король · e5 білий слон · a4 білий король · b4 чорний пішак · d4 білий кінь · e4 чорний пішак · g4 біла тура · d3 білий пішак · e3 чорна тура · g3 білий пішак · e2 білий слон · e1 чорний слон | h8 чорна тура · c7 білий пішак · e7 біла тура · g7 чорний пішак · a6 білий кінь · b6 білий пішак · g6 білий пішак · d5 чорний король · e5 білий слон · a4 білий король · b4 чорний пішак · d4 білий кінь · e4 чорний пішак · g4 біла тура · d3 білий пішак · e3 чорна тура · g3 білий пішак · e2 білий слон · e1 чорний слон | 7 |
| 6 | h8 чорна тура · c7 білий пішак · e7 біла тура · g7 чорний пішак · a6 білий кінь · b6 білий пішак · g6 білий пішак · d5 чорний король · e5 білий слон · a4 білий король · b4 чорний пішак · d4 білий кінь · e4 чорний пішак · g4 біла тура · d3 білий пішак · e3 чорна тура · g3 білий пішак · e2 білий слон · e1 чорний слон | h8 чорна тура · c7 білий пішак · e7 біла тура · g7 чорний пішак · a6 білий кінь · b6 білий пішак · g6 білий пішак · d5 чорний король · e5 білий слон · a4 білий король · b4 чорний пішак · d4 білий кінь · e4 чорний пішак · g4 біла тура · d3 білий пішак · e3 чорна тура · g3 білий пішак · e2 білий слон · e1 чорний слон | h8 чорна тура · c7 білий пішак · e7 біла тура · g7 чорний пішак · a6 білий кінь · b6 білий пішак · g6 білий пішак · d5 чорний король · e5 білий слон · a4 білий король · b4 чорний пішак · d4 білий кінь · e4 чорний пішак · g4 біла тура · d3 білий пішак · e3 чорна тура · g3 білий пішак · e2 білий слон · e1 чорний слон | h8 чорна тура · c7 білий пішак · e7 біла тура · g7 чорний пішак · a6 білий кінь · b6 білий пішак · g6 білий пішак · d5 чорний король · e5 білий слон · a4 білий король · b4 чорний пішак · d4 білий кінь · e4 чорний пішак · g4 біла тура · d3 білий пішак · e3 чорна тура · g3 білий пішак · e2 білий слон · e1 чорний слон | h8 чорна тура · c7 білий пішак · e7 біла тура · g7 чорний пішак · a6 білий кінь · b6 білий пішак · g6 білий пішак · d5 чорний король · e5 білий слон · a4 білий король · b4 чорний пішак · d4 білий кінь · e4 чорний пішак · g4 біла тура · d3 білий пішак · e3 чорна тура · g3 білий пішак · e2 білий слон · e1 чорний слон | h8 чорна тура · c7 білий пішак · e7 біла тура · g7 чорний пішак · a6 білий кінь · b6 білий пішак · g6 білий пішак · d5 чорний король · e5 білий слон · a4 білий король · b4 чорний пішак · d4 білий кінь · e4 чорний пішак · g4 біла тура · d3 білий пішак · e3 чорна тура · g3 білий пішак · e2 білий слон · e1 чорний слон | h8 чорна тура · c7 білий пішак · e7 біла тура · g7 чорний пішак · a6 білий кінь · b6 білий пішак · g6 білий пішак · d5 чорний король · e5 білий слон · a4 білий король · b4 чорний пішак · d4 білий кінь · e4 чорний пішак · g4 біла тура · d3 білий пішак · e3 чорна тура · g3 білий пішак · e2 білий слон · e1 чорний слон | h8 чорна тура · c7 білий пішак · e7 біла тура · g7 чорний пішак · a6 білий кінь · b6 білий пішак · g6 білий пішак · d5 чорний король · e5 білий слон · a4 білий король · b4 чорний пішак · d4 білий кінь · e4 чорний пішак · g4 біла тура · d3 білий пішак · e3 чорна тура · g3 білий пішак · e2 білий слон · e1 чорний слон | 6 |
| 5 | h8 чорна тура · c7 білий пішак · e7 біла тура · g7 чорний пішак · a6 білий кінь · b6 білий пішак · g6 білий пішак · d5 чорний король · e5 білий слон · a4 білий король · b4 чорний пішак · d4 білий кінь · e4 чорний пішак · g4 біла тура · d3 білий пішак · e3 чорна тура · g3 білий пішак · e2 білий слон · e1 чорний слон | h8 чорна тура · c7 білий пішак · e7 біла тура · g7 чорний пішак · a6 білий кінь · b6 білий пішак · g6 білий пішак · d5 чорний король · e5 білий слон · a4 білий король · b4 чорний пішак · d4 білий кінь · e4 чорний пішак · g4 біла тура · d3 білий пішак · e3 чорна тура · g3 білий пішак · e2 білий слон · e1 чорний слон | h8 чорна тура · c7 білий пішак · e7 біла тура · g7 чорний пішак · a6 білий кінь · b6 білий пішак · g6 білий пішак · d5 чорний король · e5 білий слон · a4 білий король · b4 чорний пішак · d4 білий кінь · e4 чорний пішак · g4 біла тура · d3 білий пішак · e3 чорна тура · g3 білий пішак · e2 білий слон · e1 чорний слон | h8 чорна тура · c7 білий пішак · e7 біла тура · g7 чорний пішак · a6 білий кінь · b6 білий пішак · g6 білий пішак · d5 чорний король · e5 білий слон · a4 білий король · b4 чорний пішак · d4 білий кінь · e4 чорний пішак · g4 біла тура · d3 білий пішак · e3 чорна тура · g3 білий пішак · e2 білий слон · e1 чорний слон | h8 чорна тура · c7 білий пішак · e7 біла тура · g7 чорний пішак · a6 білий кінь · b6 білий пішак · g6 білий пішак · d5 чорний король · e5 білий слон · a4 білий король · b4 чорний пішак · d4 білий кінь · e4 чорний пішак · g4 біла тура · d3 білий пішак · e3 чорна тура · g3 білий пішак · e2 білий слон · e1 чорний слон | h8 чорна тура · c7 білий пішак · e7 біла тура · g7 чорний пішак · a6 білий кінь · b6 білий пішак · g6 білий пішак · d5 чорний король · e5 білий слон · a4 білий король · b4 чорний пішак · d4 білий кінь · e4 чорний пішак · g4 біла тура · d3 білий пішак · e3 чорна тура · g3 білий пішак · e2 білий слон · e1 чорний слон | h8 чорна тура · c7 білий пішак · e7 біла тура · g7 чорний пішак · a6 білий кінь · b6 білий пішак · g6 білий пішак · d5 чорний король · e5 білий слон · a4 білий король · b4 чорний пішак · d4 білий кінь · e4 чорний пішак · g4 біла тура · d3 білий пішак · e3 чорна тура · g3 білий пішак · e2 білий слон · e1 чорний слон | h8 чорна тура · c7 білий пішак · e7 біла тура · g7 чорний пішак · a6 білий кінь · b6 білий пішак · g6 білий пішак · d5 чорний король · e5 білий слон · a4 білий король · b4 чорний пішак · d4 білий кінь · e4 чорний пішак · g4 біла тура · d3 білий пішак · e3 чорна тура · g3 білий пішак · e2 білий слон · e1 чорний слон | 5 |
| 4 | h8 чорна тура · c7 білий пішак · e7 біла тура · g7 чорний пішак · a6 білий кінь · b6 білий пішак · g6 білий пішак · d5 чорний король · e5 білий слон · a4 білий король · b4 чорний пішак · d4 білий кінь · e4 чорний пішак · g4 біла тура · d3 білий пішак · e3 чорна тура · g3 білий пішак · e2 білий слон · e1 чорний слон | h8 чорна тура · c7 білий пішак · e7 біла тура · g7 чорний пішак · a6 білий кінь · b6 білий пішак · g6 білий пішак · d5 чорний король · e5 білий слон · a4 білий король · b4 чорний пішак · d4 білий кінь · e4 чорний пішак · g4 біла тура · d3 білий пішак · e3 чорна тура · g3 білий пішак · e2 білий слон · e1 чорний слон | h8 чорна тура · c7 білий пішак · e7 біла тура · g7 чорний пішак · a6 білий кінь · b6 білий пішак · g6 білий пішак · d5 чорний король · e5 білий слон · a4 білий король · b4 чорний пішак · d4 білий кінь · e4 чорний пішак · g4 біла тура · d3 білий пішак · e3 чорна тура · g3 білий пішак · e2 білий слон · e1 чорний слон | h8 чорна тура · c7 білий пішак · e7 біла тура · g7 чорний пішак · a6 білий кінь · b6 білий пішак · g6 білий пішак · d5 чорний король · e5 білий слон · a4 білий король · b4 чорний пішак · d4 білий кінь · e4 чорний пішак · g4 біла тура · d3 білий пішак · e3 чорна тура · g3 білий пішак · e2 білий слон · e1 чорний слон | h8 чорна тура · c7 білий пішак · e7 біла тура · g7 чорний пішак · a6 білий кінь · b6 білий пішак · g6 білий пішак · d5 чорний король · e5 білий слон · a4 білий король · b4 чорний пішак · d4 білий кінь · e4 чорний пішак · g4 біла тура · d3 білий пішак · e3 чорна тура · g3 білий пішак · e2 білий слон · e1 чорний слон | h8 чорна тура · c7 білий пішак · e7 біла тура · g7 чорний пішак · a6 білий кінь · b6 білий пішак · g6 білий пішак · d5 чорний король · e5 білий слон · a4 білий король · b4 чорний пішак · d4 білий кінь · e4 чорний пішак · g4 біла тура · d3 білий пішак · e3 чорна тура · g3 білий пішак · e2 білий слон · e1 чорний слон | h8 чорна тура · c7 білий пішак · e7 біла тура · g7 чорний пішак · a6 білий кінь · b6 білий пішак · g6 білий пішак · d5 чорний король · e5 білий слон · a4 білий король · b4 чорний пішак · d4 білий кінь · e4 чорний пішак · g4 біла тура · d3 білий пішак · e3 чорна тура · g3 білий пішак · e2 білий слон · e1 чорний слон | h8 чорна тура · c7 білий пішак · e7 біла тура · g7 чорний пішак · a6 білий кінь · b6 білий пішак · g6 білий пішак · d5 чорний король · e5 білий слон · a4 білий король · b4 чорний пішак · d4 білий кінь · e4 чорний пішак · g4 біла тура · d3 білий пішак · e3 чорна тура · g3 білий пішак · e2 білий слон · e1 чорний слон | 4 |
| 3 | h8 чорна тура · c7 білий пішак · e7 біла тура · g7 чорний пішак · a6 білий кінь · b6 білий пішак · g6 білий пішак · d5 чорний король · e5 білий слон · a4 білий король · b4 чорний пішак · d4 білий кінь · e4 чорний пішак · g4 біла тура · d3 білий пішак · e3 чорна тура · g3 білий пішак · e2 білий слон · e1 чорний слон | h8 чорна тура · c7 білий пішак · e7 біла тура · g7 чорний пішак · a6 білий кінь · b6 білий пішак · g6 білий пішак · d5 чорний король · e5 білий слон · a4 білий король · b4 чорний пішак · d4 білий кінь · e4 чорний пішак · g4 біла тура · d3 білий пішак · e3 чорна тура · g3 білий пішак · e2 білий слон · e1 чорний слон | h8 чорна тура · c7 білий пішак · e7 біла тура · g7 чорний пішак · a6 білий кінь · b6 білий пішак · g6 білий пішак · d5 чорний король · e5 білий слон · a4 білий король · b4 чорний пішак · d4 білий кінь · e4 чорний пішак · g4 біла тура · d3 білий пішак · e3 чорна тура · g3 білий пішак · e2 білий слон · e1 чорний слон | h8 чорна тура · c7 білий пішак · e7 біла тура · g7 чорний пішак · a6 білий кінь · b6 білий пішак · g6 білий пішак · d5 чорний король · e5 білий слон · a4 білий король · b4 чорний пішак · d4 білий кінь · e4 чорний пішак · g4 біла тура · d3 білий пішак · e3 чорна тура · g3 білий пішак · e2 білий слон · e1 чорний слон | h8 чорна тура · c7 білий пішак · e7 біла тура · g7 чорний пішак · a6 білий кінь · b6 білий пішак · g6 білий пішак · d5 чорний король · e5 білий слон · a4 білий король · b4 чорний пішак · d4 білий кінь · e4 чорний пішак · g4 біла тура · d3 білий пішак · e3 чорна тура · g3 білий пішак · e2 білий слон · e1 чорний слон | h8 чорна тура · c7 білий пішак · e7 біла тура · g7 чорний пішак · a6 білий кінь · b6 білий пішак · g6 білий пішак · d5 чорний король · e5 білий слон · a4 білий король · b4 чорний пішак · d4 білий кінь · e4 чорний пішак · g4 біла тура · d3 білий пішак · e3 чорна тура · g3 білий пішак · e2 білий слон · e1 чорний слон | h8 чорна тура · c7 білий пішак · e7 біла тура · g7 чорний пішак · a6 білий кінь · b6 білий пішак · g6 білий пішак · d5 чорний король · e5 білий слон · a4 білий король · b4 чорний пішак · d4 білий кінь · e4 чорний пішак · g4 біла тура · d3 білий пішак · e3 чорна тура · g3 білий пішак · e2 білий слон · e1 чорний слон | h8 чорна тура · c7 білий пішак · e7 біла тура · g7 чорний пішак · a6 білий кінь · b6 білий пішак · g6 білий пішак · d5 чорний король · e5 білий слон · a4 білий король · b4 чорний пішак · d4 білий кінь · e4 чорний пішак · g4 біла тура · d3 білий пішак · e3 чорна тура · g3 білий пішак · e2 білий слон · e1 чорний слон | 3 |
| 2 | h8 чорна тура · c7 білий пішак · e7 біла тура · g7 чорний пішак · a6 білий кінь · b6 білий пішак · g6 білий пішак · d5 чорний король · e5 білий слон · a4 білий король · b4 чорний пішак · d4 білий кінь · e4 чорний пішак · g4 біла тура · d3 білий пішак · e3 чорна тура · g3 білий пішак · e2 білий слон · e1 чорний слон | h8 чорна тура · c7 білий пішак · e7 біла тура · g7 чорний пішак · a6 білий кінь · b6 білий пішак · g6 білий пішак · d5 чорний король · e5 білий слон · a4 білий король · b4 чорний пішак · d4 білий кінь · e4 чорний пішак · g4 біла тура · d3 білий пішак · e3 чорна тура · g3 білий пішак · e2 білий слон · e1 чорний слон | h8 чорна тура · c7 білий пішак · e7 біла тура · g7 чорний пішак · a6 білий кінь · b6 білий пішак · g6 білий пішак · d5 чорний король · e5 білий слон · a4 білий король · b4 чорний пішак · d4 білий кінь · e4 чорний пішак · g4 біла тура · d3 білий пішак · e3 чорна тура · g3 білий пішак · e2 білий слон · e1 чорний слон | h8 чорна тура · c7 білий пішак · e7 біла тура · g7 чорний пішак · a6 білий кінь · b6 білий пішак · g6 білий пішак · d5 чорний король · e5 білий слон · a4 білий король · b4 чорний пішак · d4 білий кінь · e4 чорний пішак · g4 біла тура · d3 білий пішак · e3 чорна тура · g3 білий пішак · e2 білий слон · e1 чорний слон | h8 чорна тура · c7 білий пішак · e7 біла тура · g7 чорний пішак · a6 білий кінь · b6 білий пішак · g6 білий пішак · d5 чорний король · e5 білий слон · a4 білий король · b4 чорний пішак · d4 білий кінь · e4 чорний пішак · g4 біла тура · d3 білий пішак · e3 чорна тура · g3 білий пішак · e2 білий слон · e1 чорний слон | h8 чорна тура · c7 білий пішак · e7 біла тура · g7 чорний пішак · a6 білий кінь · b6 білий пішак · g6 білий пішак · d5 чорний король · e5 білий слон · a4 білий король · b4 чорний пішак · d4 білий кінь · e4 чорний пішак · g4 біла тура · d3 білий пішак · e3 чорна тура · g3 білий пішак · e2 білий слон · e1 чорний слон | h8 чорна тура · c7 білий пішак · e7 біла тура · g7 чорний пішак · a6 білий кінь · b6 білий пішак · g6 білий пішак · d5 чорний король · e5 білий слон · a4 білий король · b4 чорний пішак · d4 білий кінь · e4 чорний пішак · g4 біла тура · d3 білий пішак · e3 чорна тура · g3 білий пішак · e2 білий слон · e1 чорний слон | h8 чорна тура · c7 білий пішак · e7 біла тура · g7 чорний пішак · a6 білий кінь · b6 білий пішак · g6 білий пішак · d5 чорний король · e5 білий слон · a4 білий король · b4 чорний пішак · d4 білий кінь · e4 чорний пішак · g4 біла тура · d3 білий пішак · e3 чорна тура · g3 білий пішак · e2 білий слон · e1 чорний слон | 2 |
| 1 | h8 чорна тура · c7 білий пішак · e7 біла тура · g7 чорний пішак · a6 білий кінь · b6 білий пішак · g6 білий пішак · d5 чорний король · e5 білий слон · a4 білий король · b4 чорний пішак · d4 білий кінь · e4 чорний пішак · g4 біла тура · d3 білий пішак · e3 чорна тура · g3 білий пішак · e2 білий слон · e1 чорний слон | h8 чорна тура · c7 білий пішак · e7 біла тура · g7 чорний пішак · a6 білий кінь · b6 білий пішак · g6 білий пішак · d5 чорний король · e5 білий слон · a4 білий король · b4 чорний пішак · d4 білий кінь · e4 чорний пішак · g4 біла тура · d3 білий пішак · e3 чорна тура · g3 білий пішак · e2 білий слон · e1 чорний слон | h8 чорна тура · c7 білий пішак · e7 біла тура · g7 чорний пішак · a6 білий кінь · b6 білий пішак · g6 білий пішак · d5 чорний король · e5 білий слон · a4 білий король · b4 чорний пішак · d4 білий кінь · e4 чорний пішак · g4 біла тура · d3 білий пішак · e3 чорна тура · g3 білий пішак · e2 білий слон · e1 чорний слон | h8 чорна тура · c7 білий пішак · e7 біла тура · g7 чорний пішак · a6 білий кінь · b6 білий пішак · g6 білий пішак · d5 чорний король · e5 білий слон · a4 білий король · b4 чорний пішак · d4 білий кінь · e4 чорний пішак · g4 біла тура · d3 білий пішак · e3 чорна тура · g3 білий пішак · e2 білий слон · e1 чорний слон | h8 чорна тура · c7 білий пішак · e7 біла тура · g7 чорний пішак · a6 білий кінь · b6 білий пішак · g6 білий пішак · d5 чорний король · e5 білий слон · a4 білий король · b4 чорний пішак · d4 білий кінь · e4 чорний пішак · g4 біла тура · d3 білий пішак · e3 чорна тура · g3 білий пішак · e2 білий слон · e1 чорний слон | h8 чорна тура · c7 білий пішак · e7 біла тура · g7 чорний пішак · a6 білий кінь · b6 білий пішак · g6 білий пішак · d5 чорний король · e5 білий слон · a4 білий король · b4 чорний пішак · d4 білий кінь · e4 чорний пішак · g4 біла тура · d3 білий пішак · e3 чорна тура · g3 білий пішак · e2 білий слон · e1 чорний слон | h8 чорна тура · c7 білий пішак · e7 біла тура · g7 чорний пішак · a6 білий кінь · b6 білий пішак · g6 білий пішак · d5 чорний король · e5 білий слон · a4 білий король · b4 чорний пішак · d4 білий кінь · e4 чорний пішак · g4 біла тура · d3 білий пішак · e3 чорна тура · g3 білий пішак · e2 білий слон · e1 чорний слон | h8 чорна тура · c7 білий пішак · e7 біла тура · g7 чорний пішак · a6 білий кінь · b6 білий пішак · g6 білий пішак · d5 чорний король · e5 білий слон · a4 білий король · b4 чорний пішак · d4 білий кінь · e4 чорний пішак · g4 біла тура · d3 білий пішак · e3 чорна тура · g3 білий пішак · e2 білий слон · e1 чорний слон | 1 |
|   | a | b | c | d | e | f | g | h |   |

FEN: 7r/2P1R1p1/NP4P1/3kB3/Kp1Np1R1/3Pr1P1/4B3/4b3

1. Bd1? ~ 2. Bb3#, 1. … Rxd3!
1. Rg5? ~ 2. Rd7#, 1. … ed!
1. Kb5! ~ 2. de+ Rxe4 3. Bc4#
1. … ed 2. Bd1! ~ 3. Bb3#
      2. … d2   3. Sb4#, дрезденська тема (форма Бруннера)
      2. … Rxe5 3. Rd7#, гамбурзька тема
1. … Rxd3 2. Rg5! ~ 3. Rd7#
      2. … Rxd4 3. Bf4#, дрезденська тема (форма Бруннера)
      2. … e3   3. Bf3#, гамбурзька тема
В цій задачі тема Ельби виражена двічі.